# زازم (بربرود الغربي)
زازم (بالفارسية: ززم) هي قرية تقع في إيران في قسم بربرود الغربي الریفي. يقدر عدد سكانها بـ 1,405 نسمة .